# Petricani
Petricani es una comuna ubicada en el distrito de Neamț, Rumania.

## Superficie
Posee una superficie de 75,68 kilómetros cuadrados.

## Demografía
Hasta 2021 la población era de 5563 habitantes, con una densidad de población de 73,51 habitantes por kilómetro cuadrado.